# Высоковольтный выключатель
Высоковольтный выключатель — коммутационный аппарат, предназначенный для оперативных включений и отключений отдельных цепей или электрооборудования в энергосистеме в нормальных или аварийных режимах при ручном, дистанционном или автоматическом управлении.
Высоковольтный выключатель состоит из: контактной системы с дугогасительным устройством, токоведущих частей, корпуса, изоляционной конструкции и приводного механизма (например, электромагнитный привод, ручной привод).

## Параметры
В соответствии с ГОСТ Р 52565-2006 выключатели характеризуются следующими параметрами:
- номинальное напряжение Uном (напряжение сети, в которой работает выключатель);
- номинальный ток Iном (ток через включённый выключатель, при котором он может работать длительное время);
- номинальный ток отключения Iо.ном — наибольший ток короткого замыкания (действующее значение), который выключатель способен отключить при напряжении, равном наибольшему рабочему напряжению при заданных условиях восстанавливающегося напряжения и заданном цикле операций;
- допустимое относительное содержание апериодического тока в токе отключения;
- если выключатели предназначены для автоматического повторного включения (АПВ), то должны быть обеспечены циклы:
Цикл 1: О — tбп — ВО — 180 — ВО;
Цикл 2: О — 180 — ВО — 180 — ВО,

где О — операция отключения, ВО — операция включения и немедленного отключения, 180 — промежуток времени в секундах, tбп — гарантируемая для выключателей минимальная бестоковая пауза при АПВ (время от погасания дуги до появления тока при последующем включении); для выключателей с АПВ должно быть в пределах 0,3…1,2 с, для выключателей с БАПВ (быстродействующей) — 0,3 с;
- устойчивость при сквозных токах КЗ, которая характеризуется токами термической стойкости Iт и предельным сквозным током;
- номинальный ток включения — ток КЗ, который выключатель с соответствующим приводом способен включить без приваривания контактов и других повреждений при Uном и заданном цикле;
- собственное время отключения — промежуток времени от момента подачи команды на отключение до момента начала расхождения дуго-гасительных контактов.
- параметры восстанавливающегося напряжения при номинальном токе отключения — скорость восстанавливающегося напряжения, нормированная кривая, коэффициент превышения амплитуды и восстанавливающегося напряжения.

## Свойства
Выключатели среднего и высокого напряжения (номинальное напряжение 6—220 киловольт) и большим током отключения (до 50 килоампер) используются на электрических станциях и подстанциях. Эти выключатели представляют собой довольно сложную конструкцию, управляемую электромагнитными, пружинными, пневматическими или гидравлическими приводами. В зависимости от среды, в которой производят гашение дуги, различают воздушные выключатели, в которых дуга гасится сжатым воздухом, масляные выключатели, в которых контакты помещаются в ёмкость с маслом, а дуга гасится парами масла, электромагнитные выключатели (как правило до 10 кВ), с так называемым магнитным дутьём и дугогасительными камерами с узкими щелями или решётками, элегазовые выключатели, в которых используется электропрочный газ SF6 — «элегаз», и вакуумные выключатели, в которых дугогашение происходит в вакууме — в так называемой вакуумной дугогасительной камере (ВДК). Защитная среда одновременно с дугогашением обеспечивает и диэлектрическую прочность промежутка между контактами в отключенном положении, от чего зависит и величина хода контактов.

## Классификация высоковольтных выключателей
По способу гашения дуги:
- Элегазовые выключатели (баковые и колонковые);
- Вакуумные выключатели;
- Масляные выключатели (баковые и маломасляные);
- Воздушные выключатели;
- Автогазовые выключатели;
- Электромагнитные выключатели;
- Автопневматические выключатели.

По назначению:
- Сетевые выключатели на напряжения от 6 кВ и выше, применяемые в электрических цепях (кроме цепей электрических машин и электротермических установок) и предназначенные для пропускания и коммутирования тока в нормальных условиях работы цепи, а также для пропускания в течение заданного времени и коммутирования тока в заданных ненормальных условиях, таких как условия короткого замыкания
- Генераторные выключатели на напряжения от 6 до 20 кВ, применяемые в цепях электрических машин (генераторов, синхронных компенсаторов, мощных электродвигателей) и предназначенные для пропускания и коммутаций тока в нормальных условиях, а также в пусковых режимах и при коротких замыканиях. Отличаются, как правило, большими значениями номинального тока (до 10000 А) и тока отключения.
- Выключатели на напряжение от 6 до 220 кВ для электротермических установок, применяемые в цепях крупных электротермических установок (например, сталеплавильных, руднотермических и других печей) и предназначенные для пропускания и коммутаций тока в нормальных условиях, а также в различных эксплуатационных режимах и при коротких замыканиях.
- Выключатели нагрузки - выключатели, предназначенные для коммутаций под номинальным током, но не рассчитанные на разрыв сверхтоков. Применяются в сетях 3-10 кВ с изолированной нейтралью для коммутации небольших нагрузок — до нескольких мегавольт-ампер.
- Реклоузеры - подвесные секционирующие дистанционно управляемые выключатели, снабжённые защитой и устанавливаемые на опорах воздушных ЛЭП
- Выключатели специального назначения.

По виду установки
- Опорные, то есть имеющие основную изоляцию на землю опорного типа.
- Подвесные, то есть имеющие основную изоляцию на землю подвесного типа.
- Настенные, то есть укрепленные на стенах закрытых распредустройств.
- Выкатные, то есть имеющие приспособления для выкатывания из ячеек распредустройств (для обслуживания, ремонта и для создания т.н. "видимого разрыва" при работах на линиях).
- Встраиваемые в комплектные распределительные устройства.

По категориям размещения и климатическому исполнению
- пять категорий размещения (вне и внутри помещений с различными условиями обогрева и вентиляции);
- десять климатических исполнений (У, ХЛ, УХЛ, ТВ, ТС, Т, М, ОМ, В и О) в зависимости от географического места установки.

## Общее устройство и принцип действия воздушных выключателей
В воздушных выключателях (ВВ) энергия сжатого воздуха используется и как движущая сила, перемещающая контакты, и как дугогасящая среда. Принцип действия дугогасительного устройства (ВВ) заключается в том, что дуга, образующаяся между контактами, подвергается интенсивному охлаждению потоком сжатого воздуха, вытекающего в атмосферу. При прохождении тока через ноль температура дуги падает и сопротивление промежутка увеличивается. Одновременно происходит механическое разрушение дугового столба и вынос заряженных частиц из промежутка.
ВВ конструктивно подразделяются на:
- Выключатель с открытым отделителем
- Выключатель с газонаполненным отделителем
- Выключатель с камерами в баке со сжатым воздухом

## Общее устройство и принцип действия элегазовых выключателей
Изолирующей и гасящей средой выключателей служит гексафторид серы SF6 (элегаз).
Выключатели представляют собой трехполюсный аппарат, полюсы которого имеют одну (общую) раму и управляются одним приводом, либо каждый из трех полюсов выключателей имеет собственную раму и управляется своим приводом (выключатель с пополюсным управлением).
Принцип работы аппаратов основан на гашении электрической дуги (возникающей между расходящимися контактами при отключении тока) потоком элегаза.
Источников возникновения потока газа — два:
- повышение давления в одной из заполненных газом полостей дугогасительного устройства, обусловленное уменьшением её замкнутого объема, возможность истечения газа из которой в зону расхождения дугогасительных контактов появляется непосредственно перед их размыканием;
- повышение давления газа в этой же полости вследствие его расширения под действием тепловой энергии самой электрической дуги.

Первый источник превалирует при отключении малых токов, а второй — больших.
Полюс выключателя
Колонковое исполнение. Полюс представляет собой вертикальную колонну, состоящую из двух (и более) изоляторов, в верхнем из которых размещено дугогасительное устройство (ДУ), а нижний служит опорой ДУ и обеспечивает ему требуемое изоляционное расстояние от заземленной рамы. Внутри опорного изолятора размещена изоляционная штанга, соединяющая подвижный контакт ДУ с приводной системой аппарата.
Баковое исполнение. Полюс представляет собой металлический цилиндрический бак, на котором установлены два изолятора, образующие высоковольтные вводы выключателя. ДУ в таком выключателе размещено в заземленном металлическом корпусе.
Комбинированное исполнение. Полюс представляет собой металлический корпус в виде сферы, на котором установлены фарфоровые изоляторы, образующие высоковольтные вводы выключателя, в одном из которых размещено дугогасительное устройство, а в другом — встроенные трансформаторы тока.
В верхней части изолятора обычно устанавливается фильтр — поглотитель влаги и продуктов разложения элегаза под действием электрической дуги. Фильтрующим элементом в нем служит активированный адсорбент — синтетический цеолит NAX.
Также на всех современных выключателях установлен предохранительный клапан — устройство с тонкостенной мембраной, разрывающейся при давлении возникающем при внутреннем коротком замыкании, но не достигающем значения, при котором испытываются собственно изоляторы.
Дугогасительное устройство
Дугогасительное устройство предназначено обеспечивать быстрое гашение электрической дуги, образующейся между контактами выключателя при их размыкании. Разработка рациональной и надежной конструкции дугогасительного устройства представляет значительные трудности, так как процессы, происходящие при гашении электрической дуги, чрезвычайно сложны, недостаточно изучены и обусловливаются многими факторами, предусмотреть которые заранее не всегда представляется возможным. Поэтому окончательная разработка дугогасительного устройства может считаться завершенной лишь после его экспериментальной проверки.
Современные выключатели оснащены дугогасительным устройством автокомпрессионного типа, которые демонстрируют свои расчетные преимущества при отключении больших токов.
ДУ содержит неподвижную и подвижную контактные системы, в каждой из которых имеются главные контакты и снабженные элементами из дугостойкого материала дугогасительные контакты. Главный контакт неподвижной системы и дугогасительный подвижной — розеточного типа, а главный контакт подвижной системы и дугогасительный неподвижной — штыревые.
Подвижная система содержит, кроме главного и дугогасительного контактов, связанную с токовым выводом ДУ неподвижную токоведущую гильзу; поршневое устройство, создающее при отключении повышенное давление в подпоршневой полости, и два фторопластовых сопла (большое и малое), которые направляют потоки газа из зоны повышенного давления в зону расхождения дугогасительных контактов.
Большое сопло, кроме того, препятствует радиальному смещению контактов подвижной системы относительно контактов неподвижной, поскольку никогда не выходит из направляющей втулки главного неподвижного контакта.
Главный контакт подвижной системы представляет собой ступенчатую медную гильзу, узкая часть которой адаптирована ко входу в розеточный главный контакт неподвижной системы, а широкая часть имеет два ручья, в которых размещены токосъемные (замкнутые проволочные) спирали, постоянно находящиеся в контакте с охватывающей их неподвижной токоведущей гильзой.
Газовая система
Газовая система аппаратов включает в себя:
- клапаны автономной герметизации (КАГ) и заправки колонн;
- коллектор, обеспечивающий во время работы аппарата связь газовых полостей колонн между собой и с сигнализатором изменения плотности элегаза;
- сам сигнализатор, представляющий собой стрелочный электроконтактный манометр с устройством температурной компенсации, приводящим показания к величине давления при температуре 20ºС;
- соединительные трубки с ниппелями и уплотнениями.

Сигнализатор изменения плотности элегаза (датчик плотности) имеет три пары контактов, одна из которых, замыкающаяся при значительном снижении плотности элегаза из-за его утечки, предназначена для подачи сигнала (например, светового) о необходимости дозаправки колонн, а две других, размыкающихся при недопустимом падении плотности элегаза, предназначены для блокирования управления выключателем или для автоматического отключения аппарата с одновременной блокировкой включения (что определяется проектом подстанции).
Привод
Приводы выключателей обеспечивают управление выключателем — включение, удержание во включенном положении и отключение. Вал привода соединяют с валом выключателя системой рычагов и тяг. Привод выключателя должен обеспечивать необходимую надежность и быстроту работы, а при электрическом управлении — наименьшее потребление электроэнергии.
В элегазовых выключателях применяют два типа приводов:
Пружинный привод:
- аккумулятором энергии является комплект винтовых цилиндрических пружин
- управляющим органом является кинематическая система рычагов, кулачков и валов.

Пружинно-гидравлический привод:
- аккумулятором энергии является комплект тарельчатых пружин
- управляющим органом является гидросистема.

## Требования к выключателям
Выключатель является самым ответственным аппаратом в высоковольтной системе, при авариях он всегда должен обеспечивать четкую работу. При отказе выключателя авария развивается, что ведет к тяжелым разрушениям и большим материальным потерям, связанным с не доступом электроэнергии, прекращением работы крупных предприятий.
В связи с этим основным требованием к выключателям является особо высокая надежность их работы во всех возможных эксплуатационных режимах. Отключение выключателем любых нагрузок не должно сопровождаться перенапряжениями, опасными для изоляции элементов установки.
В связи с тем, что режим короткого замыкания для системы является наиболее тяжелым, выключатель должен обеспечивать отключение цепи за минимально возможное время.
Общие требования к конструкциям и характеристикам выключателей устанавливается стандартами:
- ГОСТ Р 52565-2006 «Выключатели переменного тока на напряжение от 3 до 750 кВ. Общие технические условия.»
- ГОСТ 12450-82 «Выключатели переменного тока высокого напряжения. Отключение ненагруженных линий».
- ГОСТ 8024-84 «Допустимые температуры нагрева токоведущих элементов, контактных соединений и контактов аппаратов и электротехнических устройств переменного тока на напряжение свыше 1000 В.»
- ГОСТ 1516.3-96 «Электрооборудование переменного тока на напряжения от 1 до 750 кВ. Требования к электрической прочности изоляции».

Вывод выключателя для ревизии и ремонта связан с большими трудностями, так как приходится либо переходить на другую схему распредустройства, либо просто отключать потребителей. В связи с этим выключатель должен допускать возможно большее число отключений коротких замыканий без ревизии и ремонта. Современные выключатели могут отключать без ревизии до 15 коротких замыканий при полной мощности отключения.